# Association Manche-Nature
Manche-Nature est une association fondée en 1988 afin de contribuer à la connaissance naturaliste et à la défense juridique de l'environnement dans la Manche. Elle est agréée par l'État au titre de la protection de l'environnement.
Ses contributions au développement des connaissances naturalistes sont publiées dans son trimestriel L'Argiope ainsi que dans sa collection Les dossiers de Manche-Nature (9 ouvrages parus). L'association participe notamment à des inventaires réalisés à l'échelle régionale ou nationale.
La protection juridique de l'environnement passe avant tout par le contentieux juridique, pour lequel l'association emploie à partir de 2008 une juriste à temps plein, afin d'imposer aux particuliers, aux personnes morales et aux institutions publiques le respect du code de l'environnement. Ce sont en tout 150 actions juridiques qui ont été menées. L'action de l'association vise notamment au respect de la loi littoral, en vertu de laquelle elle a pu faire annuler des projets d'urbanisation touristique, comme en 2008 la marina de Carteret.  L'association a aussi obtenu de la justice la destruction de bâtiments construits en violation de la loi littoral, comme des bergeries utilisées pour l'élevage d'agneaux des Prés salés du Mont-Saint-Michel.
Certaines de ces actions juridiques ont servi à établir une jurisprudence, par exemple à propos des zones humides, du contenu qui doit être celui des études d'impact environnemental, ou encore des effets juridiques du classement en ZNIEFF.